# Grote (Familienname)
Grote ist ein deutscher Familienname.

## Namensträger

### A
- Adam Friedrich Grote (1723–1807), Bürgeler Maler
- Adolf Grote (1842–1908), deutscher Klempnermeister, Stadtrat und Mitglied des Provinziallandtags der Provinz Sachsen (1894–1899)
- Adolf von Grote (Politiker, 1830) (1830–1898), deutscher Diplomat und Politiker (DHP), MdR
- Adolf von Grote (Politiker, 1864) (1864–1931), deutscher Rittergutsbesitzer und Politiker
- Albert Grote (1898–1983), deutscher Mediziner und Privatgelehrter
- Alexandra von Grote (* 1944), deutsche Autorin, Regisseurin und Drehbuchautorin
- Andreas Grote (1929–2015), deutscher Kunsthistoriker
- Andrew Grote, deutsch-britischer Kaufmann und Bankier
- Andy Grote (* 1968), deutscher Politiker
- August Grote (Abt) (1638–1691), deutscher Drost und Geistlicher, Abt von St. Michael
- August von Grote (Politiker) (1828–1868), deutscher Offizier, Gutsbesitzer und Politiker, MdR
- August Otto von Grote (Politiker) (1747–1830), deutscher Diplomat und Minister
- August Otto Ludwig von Grote (1787–1831), deutscher Verwaltungsjurist
- August Wilhelm von Grote (1694–1753), Kurfürstlich Braunschweig-Lüneburgischer General der Kavallerie
- Augustus Radcliffe Grote (1841–1903), US-amerikanischer Biologe und Schmetterlings- und Motten-Forscher

### C
- Carl Grote (Jurist) (Karl von Grote; 1795–1868), deutscher Mineraloge, Bergbeamter und Politiker
- Carl Grote (Illustrator) (Karl Grote; 1839–1907), deutscher Journalist, Maler und Lithograf
- Carl Johann Samuel Grote (1738–1820), deutscher Oberamtmann
- Christian Grote (1931–2023), deutscher Schriftsteller
- Christoph Grote (* 1965), deutscher Journalist
- Claus Grote (* 1927), deutscher Physiker
- Clemens Grote († 1542), deutscher Domherr

### D
- Dennis Grote (* 1986), deutscher Fußballspieler

### E
- Eduard Grote (vor 1929–nach 1950), deutscher Ingenieur und Panzerkonstrukteur
- Ernst Grote (Unternehmer) (1845–1927), deutscher Kaffeunternehmer
- Ernst Grote (Pastor) (Karl Georg William Ernst Grote; 1902–1971), deutscher Pastor und Superintendent
- Ernst August Grote (1708–1758), deutscher Jurist
- Ernst Friedrich Grote († um 1808), deutscher evangelischer Geistlicher
- Ernst Joachim Grote (Joachim Ernst Grote; 1675–1741), kurhannoverscher Kammerherr, Geheimer Legationsrat, Fürstlich Lüneburgischer Landschaftsdirektor und Abt

### F
- Friedhard Grote (Charly Grote; 1933–2008), deutscher Kommunalpolitiker
- Friedrich Franz von Grote (1901–1942), deutscher Agrarfunktionär, Gutsbesitzer und SS-Oberführer
- Friedrich Heinrich Ludwig Grote (1861–1922), deutscher Orientreisender und Sammler
- Friedrich Wilhelm von Grote (1823–1895), russischer Oberhofmarschall
- Friedrich von Grote (Politiker) (1768–1836), Landmarschall in Livland
- Friedrich von Grote (Reiter) (1885–1925), deutscher Springreiter

### G
- Georg Grote (Historiker) (* 1966), deutscher Historiker
- Georg Ludwig Grote (1788–1868), deutscher Verwaltungsjurist
- George Grote (1794–1871), englischer Althistoriker
- Gerald Grote (* 1955), deutscher Journalist, Verleger und Filmfestivalleiter
- Gerhard Grote (Ökonom) (1922–2022), deutscher Ökonom und Hochschullehrer
- Gerhard Grote (Komponist), Komponist, Liederdichter und Musikproduzent
- Gernand Graf Grote (1870–1950), deutscher Hofbeamter
- Gottfried Grote (1903–1976), deutscher Kirchenmusiker
- Gudela Grote (* 1960), deutsche Psychologin und Hochschullehrerin
- Günter Grote (1911–1985), deutscher bildender Künstler, insbesondere Maler, und Hochschullehrer

### H
- Hans-Dietrich Müller-Grote (1910–1990), deutscher Verleger
- Hans Henning von Grote (1896–1946), deutscher Offizier und Schriftsteller
- Hans-Joachim Grote (* 1955), deutscher Politiker (CDU)
- Hartmut Grote (* 1967), deutscher Physiker
- Heinrich Grote (Politiker) (1675–1753), deutscher Politiker
- Heinrich Grote (Mediziner) (1888–1945), deutscher Mediziner, Ärztefunktionär und SS-Führer
- Heinz Grote (Politiker) (* 1919), deutscher Politiker (DP), MdBB
- Heinz Grote (Journalist) (1925–2023), deutscher Journalist
- Henrich Grote (1920–1995), deutscher Flottillenadmiral
- Hermann Grote (Numismatiker) (1802–1895), deutscher Numismatiker und Heraldiker
- Hermann Johannes Grote (1882–1951), deutscher Ornithologe
- Hermann Grote (Komponist) (1885–1971), deutscher Pädagoge und Komponist
- Hermann Grote (Flieger) (1904–1980), deutscher Luftwaffenoffizier und Autor
- Hiltrud Grote (1936–2010), deutsche Politikerin (SPD) und Schulfunktionärin

### J
- Jens Grote (* 1968), deutscher Jurist und Kommunalpolitiker (parteilos); seit 2021 Landrat des Landkreises Heidekreis
- Jürgen Grote (1936–2024), deutscher Physiologe

### K
- Karl Grote (Offizier), deutscher Offizier
- Karl Grote (Fußballspieler) (* 1923), deutscher Fußballspieler
- Karl August Grote (1825–1895), deutscher Verwaltungsjurist
- Kathrin Grote-Bittner (* 1961), deutsche Richterin am Bundespatentgericht
- Klaus Grote (* 1947), deutscher Historiker
- Kurt Grote (* 1973), US-amerikanischer Schwimmer

### L
- Lilly Grote (* 1948), deutsche Filmemacherin, Filmregisseurin, Filmtonmeisterin, Dozentin und Künstlerin
- Louis Grote zu Schauen (1798–1881), deutscher Generalleutnant
- Louis Ruyter Radcliffe Grote (1886–1960), deutscher Internist
- Ludwig Grote (1893–1974), deutscher Kunsthistoriker
- Ludwig Heinrich Grote (1825–1887), deutscher Theologe und Publizist
- Lydia Grote, US-amerikanische Volleyballspielerin

### M
- Manfred Grote (1928–2000), deutscher Schauspieler und Synchronsprecher
- Manfred Grote (Chemiker) (* 1946), deutscher Chemiker und Hochschullehrer
- Marco Grote (* 1972), deutscher Fußballspieler und -trainer
- Mathias Grote (* 1978), deutscher Historiker

### O
- Otto von Grote (Beamter) (1620–1687), deutscher Adliger und Amtmann
- Otto Grote zu Schauen (1637–1693), deutscher Staatsmann
- Otto von Grote (Politiker) (1835–1891), deutscher Rittergutsbesitzer und Politiker (DHP), MdR
- Otto von Grote (Bibliophiler) (1837–1908), deutscher Bibliophiler und Literaturmäzen
- Otto von Grote (Maler) (1883–??), deutscher Maler
- Otto Ulrich Grote (1770–1808), deutscher Politiker
- Otto Freiherr Grote (* 1941), deutscher Oberst

### P
- Paul Grote der Ältere († 1537), deutscher Politiker
- Paul Grote der Jüngere (1527–1584), deutscher Politiker
- Paul Grote (Schriftsteller) (* 1946), deutscher Schriftsteller

### R
- Rainer Grote (* 1961), deutscher Rechtswissenschaftler und Hochschullehrer

### S
- Sascha Grote (* 1971), deutscher Handballspieler
- Siegfried Grote (1930–2018), deutscher Regisseur und Theaterintendant
- Stefan Grote (* 1958), deutscher Politiker
- Susanne Grote (* 1969), deutsche Politikerin

### T
- Thoma Grote (1896–1977), deutsche Keramikerin
- Thomas Grote (Bischof) (um 1425–1501), deutscher Bischof von Lübeck
- Thomas Grote (Politiker) (* 1969), deutscher Politiker
- Thomas von Grote, deutscher Diplomat

### U
- Ulrike Grote (* 1963), deutsche Schauspielerin, Regisseurin und Sprecherin
- Ulrike Grote (Wirtschaftswissenschaftlerin), deutsche Wirtschaftswissenschaftlerin

### W
- Werner Grote (Mediziner) (1938–2025), deutscher Humangenetiker und Hochschullehrer
- Werner Grote-Hasenbalg (1888–1959), deutscher Kunsthändler und Orientteppich-Spezialist
- Wilhelm von Grote (1785–1850), deutscher Verwaltungsjurist
- Wilhelm von Grote (General) (1824–1907), deutscher Generalleutnant
- Wilhelm Grote (Ingenieur) († 1884), deutscher Unternehmer, Ingenieur und Erfinder
- Wilhelm Grote (Mediziner) (1923–2003), deutscher Neurochirurg
- Wilhelm Heinrich Grote (1713–1799), deutscher Beamter
- Woldemar Grote (1877–1957), deutscher Generalleutnant